# 顾红雅
顾红雅（1960年—），女，中国植物学家，现任北京大学生命科学学院副院长、教授、博士生导师，中国植物学会副理事长。曾任全国科学技术名词审定委员会委员。